# Tevin Campbell
Tevin Campbell (Waxahachie, 12 de novembro de 1976) é um cantor norte-americano de R&B.

## Carreira
Tevin ficou muito conhecido por ter gravado para a Disney as músicas do personagem Powerline, do longa-metragem Pateta, o Filme. A canção que lhe deu projeção internacional foi Can We Talk, do álbum I'm Ready. 
No início de sua carreira, Tevin rapidamente virou um ídolo teen, fez participação especial no seriado The Fresh Prince of Bel-Air, interpretando o ídolo teen Little T que cantou parabéns para Ashley, no episódio 24 da 1ª temporada. 
Campbell recebeu 5 indicações ao Grammy e tem 4,5 milhões de vendas de discos certificadas somente nos Estados Unidos, de acordo com a Associação Americana da Indústria de Gravação.

## Discografia
- 1991: T.E.V.I.N.
- 1993: I'm Ready
- 1996: Back to the World
- 1999: Tevin Campbell
- 2001: The Best of Tevin Campbell

## Singles
| Ano  | Título                                                    | Álbum                          | Posições | Posições  | Posições  |
| Ano  | Título                                                    | Álbum                          | EUA      | EUA (R&B) | Austrália |
| ---- | --------------------------------------------------------- | ------------------------------ | -------- | --------- | --------- |
| 1989 | "Tomorrow (A Better You, A Better Me)" (com Quincy Jones) | Back on the Block              | 75       | 1         | -         |
| 1990 | "Round and Round"                                         | T.E.V.I.N.                     | 12       | 3         | -         |
| 1991 | "Just Ask Me To"                                          | T.E.V.I.N.                     | 88       | 9         | -         |
| 1991 | "Tell Me What You Want Me to Do"                          | T.E.V.I.N.                     | 6        | 1         | 1         |
| 1992 | "Goodbye"                                                 | T.E.V.I.N.                     | 85       | 2         | -         |
| 1992 | "Strawberry Letter 23"                                    | T.E.V.I.N.                     | 53       | 40        | -         |
| 1992 | "Alone With You"                                          | T.E.V.I.N.                     | 72       | 1         | -         |
| 1993 | "Confused"                                                | T.E.V.I.N.                     | -        | 33        | -         |
| 1993 | "One Song"                                                | T.E.V.I.N.                     | -        | -         | -         |
| 1993 | "Can We Talk"                                             | I'm Ready                      | 9        | 1         | 12        |
| 1994 | "I'm Ready"                                               | I'm Ready                      | 9        | 2         | 21        |
| 1994 | "Always In My Heart"                                      | I'm Ready                      | 20       | 6         | 1         |
| 1995 | "I2I"                                                     | Goofy Movie Soundtrack         | -        | -         | -         |
| 1995 | "Stand Out"                                               | Trilha sonora de A Goofy Movie | -        | -         | -         |
| 1995 | "Don't Say Goodbye Girl"                                  | I'm Ready                      | 71       | 28        | -         |
| 1996 | "Back To The World (canção)"                              | Back To The World              | 47       | 16        | 31        |
| 1996 | "I Got It Bad"                                            | Back To The World              | -        | 41        | -         |
| 1997 | "You Don't Have to Worry"                                 | Back To The World              | -        | 58        | -         |
| 1997 | "Could You Learn To Love"                                 | Back To The World              | -        | 73        | -         |
| 1998 | "Another Way"                                             | Tevin Campbell                 | 100      | 25        | -         |
| 1999 | "For Your Love"                                           | Tevin Campbell                 | -        | 54        | -         |
| 1999 | "Losing All Control"                                      | Tevin Campbell                 | 83       | -         |           |